# Ратковец
Ратковец (хрв. Ratkovec) је насељено место у саставу града Златара, Крапинско-загорска жупанија, Хрватска.

## Историја
До територијалне реорганизације у Хрватској био је у саставу старе општине Златар-Бистрица.

## Становништво
У попису становништва из 2011. године, Ратковец је имао 105 становника.
| Број становника према пописима | Број становника према пописима | Број становника према пописима | Број становника према пописима | Број становника према пописима | Број становника према пописима | Број становника према пописима | Број становника према пописима | Број становника према пописима | Број становника према пописима | Број становника према пописима | Број становника према пописима | Број становника према пописима | Број становника према пописима | Број становника према пописима | Број становника према пописима |
| ------------------------------ | ------------------------------ | ------------------------------ | ------------------------------ | ------------------------------ | ------------------------------ | ------------------------------ | ------------------------------ | ------------------------------ | ------------------------------ | ------------------------------ | ------------------------------ | ------------------------------ | ------------------------------ | ------------------------------ | ------------------------------ |
| 1857                           | 1869                           | 1880                           | 1890                           | 1900                           | 1910                           | 1921                           | 1931                           | 1948                           | 1953                           | 1961                           | 1971                           | 1981                           | 1991                           | 2001                           | 2011                           |
| 145                            | 155                            | 161                            | 179                            | 218                            | 163                            | 253                            | 247                            | 247                            | 224                            | 229                            | 209                            | 192                            | 161                            | 130                            | 105                            |

Напомена: Од 1910. до 1981. исказивано под именом Ратковец Златарски. Године 1921. и 1931. садржи податке за некадашње насеље Лоборски Ратковец које је тих година посебно исказивано.